# Isla Millerand
La isla Millerand o punta Millerand, es una isla agreste de 4,8 km de diámetro, ubicada a 6,4 km al sur del cabo Calmette, en la costa occidental de la península Antártica, costa Fallières de la Tierra de Graham. Está situada en las coordenadas 68°09′S 67°13′O / -68.150, -67.217. 
La isla Millerand fue descubierta por la Expedición Antártica Francesa de 1908-1910 bajo la dirección de Jean-Baptiste Charcot, fue llamada así en honor a Alexandre Millerand, hombre de estado francés.

## Reclamaciones territoriales
Argentina incluye a la isla en el departamento Antártida Argentina dentro de la provincia de Tierra del Fuego, Antártida e Islas del Atlántico Sur; para Chile forma parte de la comuna Antártica de la provincia Antártica Chilena dentro de la Región de Magallanes y de la Antártica Chilena; y para el Reino Unido integra el Territorio Antártico Británico. Las tres reclamaciones están sujetas a las disposiciones del Tratado Antártico.
Nomenclatura de los países reclamantes: 
- Argentina: isla Millerand
- Chile: isla Millerand
- Reino Unido: Millerand Island